# Nellike
 For alternative betydninger, se Kryddernellike.
Nellike (Dianthus) er en stor slægt med over 300 arter, der er stauder med modsatte og voksdækkede blade. Blomsterne sidder endestillet på bladbærende stængler, og mange af dem dufter kraftigt. De er tvekønnede, 5-tallige og regelmæssige. De grønne til rødlige bægerblade er rørformet sammenvoksede. Kronbladene er almindeligvis indskårne eller opslidsede. Ofte findes der et "skæg", som en er svagere udviklet bikrone. Frugterne er stilkede kapsler, der åbner sig med fire klapper, og som indeholder 40-100 frø. Her beskrives kun de arter, som ses jævnligt i Danmark:
| Beskrevne arter |

- Sandnellike (Dianthus arenarius)
- Kostnellike (Dianthus armeria)
- Studenternellike (Dianthus barbatus)
- Karteusernellike (Dianthus carthusianorum)
- Havenellike (Dianthus caryophyllus)
- Bakkenellike (Dianthus deltoides)
- Pudenellike (Dianthus gratianopolitanus)
- Montpelliernellike (Dianthus monspessulanus)
- Fjernellike (Dianthus plumarius)
- Strandnellike (Dianthus superbus)

| Andre arter (et udvalg) |

- Dianthus alpinus - Alpe-Nellike
- Dianthus amurensis
- Dianthus anatolicus
- Dianthus biflorus
- Dianthus brevicaulis
- Dianthus callizonus
- Dianthus campestris
- Dianthus capitatus
- Dianthus chinensis - Kineser-Nellike
- Dianthus cruentus - Blod-Nellike
- Dianthus erinaceus
- Dianthus freynii
- Dianthus fruticosus
- Dianthus furcatus
- Dianthus gallicus
- Dianthus giganteus
- Dianthus glacialis - Gletsjer-Nellike
- Dianthus gracilis
- Dianthus graniticus
- Dianthus haematocalyx
- Dianthus japonicus
- Dianthus knappii
- Dianthus lusitanus
- Dianthus microlepsis
- Dianthus myrtinervius
- Dianthus nardiformis
- Dianthus nitidus - Karpater-Nellike
- Dianthus pavonius
- Dianthus petraeus
- Dianthus pinifolius
- Dianthus pungens
- Dianthus repens
- Dianthus scardicus
- Dianthus seguieri
- Dianthus simulans
- Dianthus spiculifolius
- Dianthus squarrosus
- Dianthus subacaulis – Lav Nellike
- Dianthus sylvestris – Vild Nellike
- Dianthus zonatus